# Salix argusii
Salix argusii är en videväxtart som beskrevs av B. Boiv.. Salix argusii ingår i släktet viden, och familjen videväxter. Inga underarter finns listade i Catalogue of Life.